# Tamworth Castle

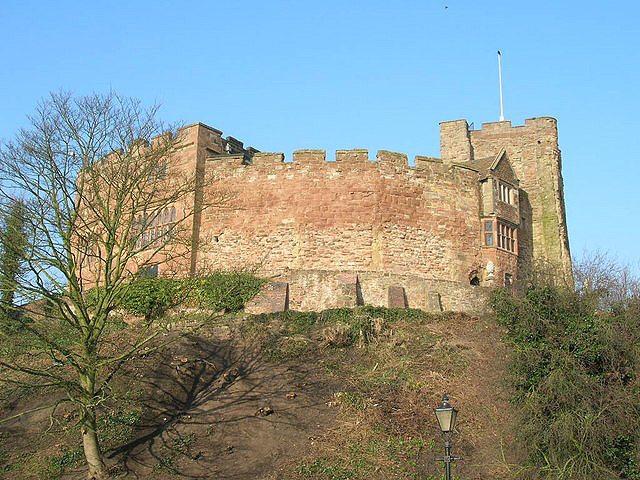
Tamworth Castle

Tamworth Castle ist eine Burg aus normannischer Zeit an den Ufern des River Tame in Tamworth in der englischen Grafschaft Staffordshire. Die gut erhaltene Burg hat English Heritage als historisches Bauwerk I. Grades gelistet.
Das Gelände über dem River Tame war seit angelsächsischer Zeit befestigt. Damals ließ Æthelflæd, die mercianische Königin, eine Burh bauen, um sich gegen die Wikinger zu verteidigen. Sie diente als Residenz für die mercianischen Könige. Von den Normannen wurde die Festungsanlage neu gebaut und ist heute eine der besterhaltenen Motten in England.
Die Burg hat den zweitgrößten Mound in England nach dem von Windsor Castle.

## Geschichte

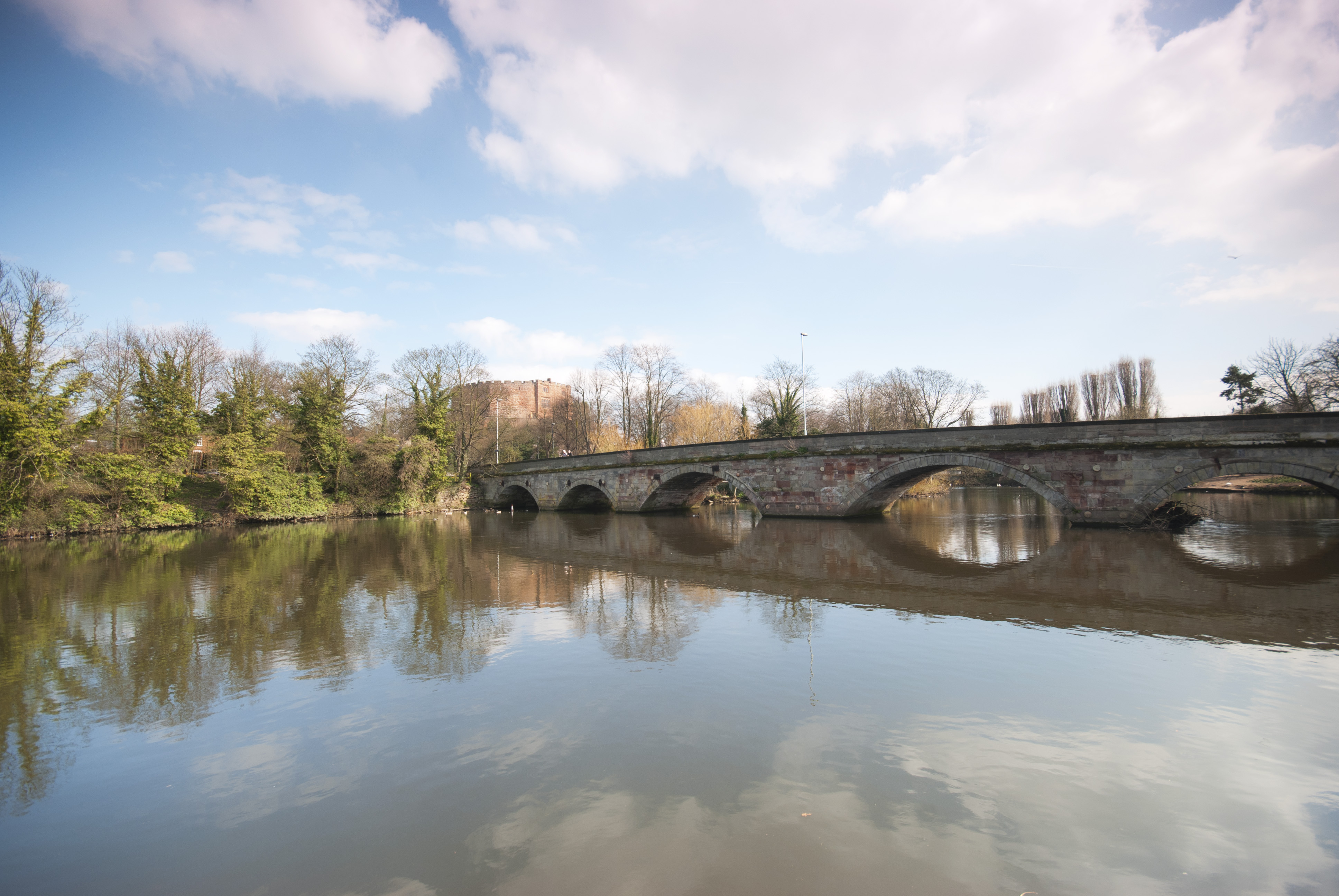
Tamworth Castle über der The Lady Bridge und dem Zusammenfluss von River Anker und River Tame

Es gibt die alte Sage, dass Æthelflæd, die Königin der Mercianer, 913 die Burg in Tamworth bauen ließ. Tatsächlich aber ließ sie eine Burh bauen, also eine Art angelsächsische Verteidigungsanlage, um Tamworth zu verteidigen.
Die eigentliche Burg wurden von den normannischen Invasoren in den 1080er-Jahren im Südwestteil der früheren Burh errichtet. Die heute sichtbaren Gebäude stammen hauptsächlich aus dem 11. und 12. Jahrhundert und gehören zu einer typischen, normannischen Motte. Nach der normannischen Eroberung Englands 1066 gab Wilhelm der Eroberer Tamworth seinem Steward Robert Despenser zu Lehen. Dispenser starb kinderlos und so fiel die Burg an die Töchter seines Bruders Urse d’Abetot, von denen eine, Matilida Robert Marmion heiratete. Die Familie Marmion aus Fontenay-le-Marmion in der Normandie hielt die Burg sechs Generationen lang von etwa 1100 bis 1294. Die Familie war erbliche Champions der Herzöge der Normandie und dann der neuen Könige von England. In dieser Rolle mussten sie denen, die dem König entgegenstanden, in der Krönungszeremonie einen zeremoniellen Wettbewerb anbieten.
Robert Marmion, 3. Lord of Tamworth (1185–1218), auch bekannt als Robert the Justice, wurde von König Heinrich II. zum Head of the Itinerant ernannt, ein Amt, das dem eines mobilen ‘’Lord Chief Justice’’ gleichkam. 1215, während einer Kampagne in Frankreich, desertierte Robert Marmion aus der Armee König Johann Ohnelands und unterstützte den französischen König. Als Rache dafür ordnete König Johann an, dass Roberts Sohn Geoffrey gefangen genommen wurde, konfiszierte alle Ländereien des untreuen Vasallen und ordnete die Zerstörung von Tamworth Castle an.

„Geht ohne Verzug zur Burg von Tamworth und nehmt sie ein. Mit allen Besitzungen, Pferden, Waffen und Geschirren, sodass sie augenblicklich untergehe.“ – König Johann von England

Die Burg wurde mindestens teilweise zerstört, aber nach König Johanns Tod im Folgejahr 1216 konnte Robert Marmions Sohn die Ländereien seines Vaters zurückgewinnen.
Der letzten Marmion, denen Tamworth Castle gehörte, war Philip Marmion, 5. Lord of Tamworth, (1241–1291). Er war ein enger Unterstützer von König Heinrich III. und erhielt große Geschenke als Gegenleistung für seine Loyalität gegenüber dem König während des Krieges der Barone. Heinrich III. soll die Burg 1257 besucht haben. Philip Marmion hatte keine legitimen Söhne und so fiel die Burg nach seinem Tod an seine Tochter. 1294 aber starb diese ohne Nachkommen und die Burg fiel an ihre Nichte (die Tochter einer weiteren Tochter von Philip Marmion), Joan, der Gattin von Sir Alexander Freville.
Die Familie Freville (oder De Freville), die ursprünglich aus Cambridgeshire stammte, hielt die Burg bis 1423. Baldwin de Freville starb und hinterließ einen 2 Jahre alten Sohn und drei Töchter. Sein Sohn starb in jugendlichem Alter und so fiel 1423 an seine älteste Tochter, Elisabeth, und ihren Gatten, Thomas Ferrers of Groby.

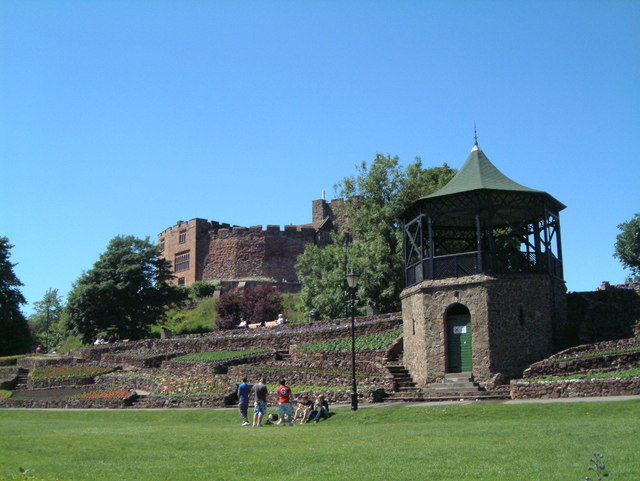
Blick auf den Donjon, die Bühne für die Band und die Blumenterrassen des Erholungsparks der Burg

In den folgenden Jahrhunderten wurde die Burg vielfach erweitert, insbesondere in jakobinischer Zeit. Der Shell-Donjon enthält einen Torturm aus dem 12. Jahrhundert und spätere Wohngebäude mit H-förmigem Grundriss, bestehend aus einem dreistöckigen Nordflügel aus dem 13. Jahrhundert und einen ebenfalls dreistöckigen Südflügel aus dem 17. Jahrhundert, die durch einen Rittersaal mit Eichenholzverkleidung aus dem 15. Jahrhundert verbunden sind.
Im englischen Bürgerkrieg wurde die Burg nach einer kurzen Belagerung von parlamentaristischen Kräften eingenommen und ‘’Waldyre Willington’’ wurde zu ihrem Gouverneur ernannt. Im Juli 1645 bestand die Garnison aus zehn Offizieren und 77 Soldaten unter dem Kommando von Gouverneur Willington. Der Bericht einer Musterung der Garnison vom 28. Mai 1646 nennt nur 23 Soldaten, wobei „der Rest der Soldaten, etwa fünfzig, mit Lt. Ensigne, einem Sergeanten, einem Korporal und einem Trommler in Lichfield Lequer im Einsatz sind“. Daher entkam die Burg der Schleifung, einem Schicksal, das viele Burgen in der Zeit des Bürgerkriegs traf.
1668 fiel die Burg an die Shirleys aus Chartley und dann 1715 an die Comptons, als Elizabeth Ferrers den 5. Earl of Northampton heiratete. In der Zeit der Comptons verfiel die Burg, aber 1751 heiratete Charlotte Compton, die Großnichte des 1. Earl Ferrers' George Townshend, 1. Marquess Townshend. Die Townshend zogen in die Burg ein und diese wurde 1781 umfangreich renoviert.
Im 19. Jahrhundert war die Burg die meiste Zeit an Pächter vergeben, z. B. an Robert Peel und 1869–1891 an Thomas Cooke. Nach dem Tod Cookes bot det Marquess Townshend die Burg in einer Versteigerung zum Verkauf an und die Tamworth Corporation erwarb sie.
Die Burg ist auch auf einem Gemälde von William Turner abgebildet, das einfach den Titel „Tamworth Castle“ trägt.

## Königliche Besucher
Königliche Besucher nach der normannischen Eroberung Englands waren:
- Heinrich I., irgendwann zwischen 1109 und 1115.[10]
- Heinrich II., 1158, in Begleitung von Thomas Becket.[10]
- Heinrich III., 1257.
- Eduard II., 1325.[10]
- Eduard III., 1330.[6]
- Jakob I., 1619, in Begleitung von Prinz Karl[10]